# Zirkonsilicate
Zirkonsilicate (auch Zirkonsilikate) sind synthetische anorganische Pigmente wechselnder Zusammensetzung und werden als Keramikpigmente verwendet. Sie werden in den Grundfarben Blau, Gelb und Rot hergestellt. Durch Mischen lassen sich alle möglichen Farbtöne abdecken.
Daneben ist das Zirkon ein natürlicher Vertreter dieser Klasse.

## Zirkonsilicat-Pigmente
- Zirkon-Vanadin-Blau (PB 71): Dieses Pigment wurde erstmals 1948 hergestellt und als US-Patent angemeldet. Es deckt die Farben Blau bis Blaugrün ab. Grundsubstanzen für die Herstellung sind Zirconiumdioxid, Siliciumdioxid, Ammoniummetavanadat und Natriumfluorid, die bei 850 bis 1000 °C geglüht werden.
- Zirkon-Praseodym-Gelb (PY 159) wird aus Zirconiumdioxid, Siliciumdioxid, dem Praseodymoxid (Pr6O11) und Natriumfluorid durch Glühen bei 1250 °C hergestellt. Dieses Gelbpigment wurde erstmals in den 1950er Jahren in Japan entwickelt.
- Zirkon-Eisen-Rosa (PR 232) wurde erstmals 1960 hergestellt. Ausgangsstoffe sind Zirconiumdioxid, Siliciumdioxid, Eisen(II)-sulfat und Natriumfluorid, die bei 880 bis 1100 °C geglüht werden. Es erscheint in den Farben Rosa bis Rot.
- Zirkonsilicat-Einschlusspigmente beruhen darauf, dass das farblose Zirconiumsilicat ZrSiO4 als Hüllenbildner fungiert und bestimmte Pigmentbildner als Einschluss die gewünschte Farbe verursachen. Als rotes bei der Degussa entwickeltes Pigment dieser Klasse ist das Cadmiumsulfoselenid-Zirconiumsilicat-Einschlusspigment (Cd(S,Se)-ZrSiO4). Das Cadmiumsulfoselenid wird bei der Synthese aus Cadmiumcarbonat, Natriumsulfit und Selen durch Zugabe eines Mineralisators gebildet.